# Bedford Park
Bedford Park – wieś w Stanach Zjednoczonych, w stanie Illinois, w hrabstwie Cook.